# Lapazia
Lapazia är ett släkte av insekter. Lapazia ingår i familjen pansarsköldlöss.
Kladogram enligt Catalogue of Life:
| Lapazia | \| \| Lapazia obscura \| \| \| \| \| \| Lapazia obtecta \| \| \| \| |
|         | \| \| Lapazia obscura \| \| \| \| \| \| Lapazia obtecta \| \| \| \| |
|         | Lapazia obscura                                                     |
|         |                                                                     |
|         | Lapazia obtecta                                                     |
|         |                                                                     |